# Claude Terrasse
Claude Antoine Terrasse (ur. 27 stycznia 1867 w L’Arbresle, zm. 30 czerwca 1923 w Paryżu) – francuski kompozytor.

## Życiorys
Ukończył konserwatorium w Lyonie, następnie uczył się w École Niedermeyer w Paryżu. Po ukończeniu nauki w 1883 roku odbył służbę wojskową, następnie pracował jako nauczyciel harmonii i fortepianu w Arcachon, gdzie od 1888 do 1895 roku był też organistą w miejscowym kościele. W 1895 roku wrócił do Paryża, gdzie w latach 1896–1899 pełnił posadę organisty w kościele św. Trójcy.
Początkowo tworzył muzykę religijną i utwory fortepianowe, później poświęcił się prawie wyłącznie twórczości scenicznej. Skomponował m.in. operetki Les Travaux d’Hercule (1901), Le Sire de Vergy (1903), Monsieur de la Palisse (1904), La Marquise et le marmiton (1907), Le Coq d’Inde (1909), Le Mariage de Télémaque (1910), Les Transatlantiques (1911) i Cartouche (1912), balet Les lucioles (1910), 2 msze, motet, pieśni. Był autorem muzyki do sztuki Ubu Król czyli Polacy Alfreda Jarry’ego (1896).